# Амба (Махабхарата)
Амба (санскр. अम्‍बा, «мама», «матушка») — героиня древнеиндийского эпоса «Махабхарата», старшая дочь царя Каши Кашьи. Амба впервые появляется в первой книге «Махабхараты» (глава 96). Более подробно её история рассказывается Бхишмой в пятой книге эпоса в «Сказании о царевне Амбе» (главы 170—195).

## Похищение
Вместе со своими сёстрами Амбикой и Амбаликой, Амба была похищена во время сваямвары Бхишмой, старшим братом Вичитравирьи. Увозя девушек на своей колеснице, Бхишма напомнил об обычае кшатриев и публично бросил вызов участвовавшим в сваямваре царевичам. Несмотря на то, что в погоню бросились все участники сваямвары, отбить царевен у него им не удалось. Бхишма сделал это ради своего младшего брата: из-за своего юного возраста тот не имел шансов быть избранным в мужья молодыми царевнами. Бхишма привёз для Вичитравирьи всех трёх царевен. Однако женился Вичитравирья только на сёстрах Амбы — Амбике и Амбалике. Во время приготовлений к свадьбе Амба рассказала Бхишме о том, что была влюблена в царя Шальву, и между ней, Шальвой и отцом уже существовал уговор, согласно которому она должна была выбрать его на сваямваре. С разрешения Кали, брахманов, советников и домашних жрецов Бхишма отпустил Амбу в город Шальвы.

## Заступничество Парашурамы
Шальва, прежде упорнее всех соперников Бхишмы бившийся за Амбу, теперь не желал верить в порядочность девушки. Он отверг Амбу под предлогом, что она теперь трофей Бхишмы. После этого Амба решила отомстить своему похитителю за то, что не смогла выйти замуж. Она отправилась в лес к отшельникам, намереваясь добиться своей цели с помощью аскезы.
Один из отшельников (Шайкхаватья) оказался её дедом по матери и посоветовал просить помощи у сына Джамадагни. Зная об обете воздержания Бхишмы, Амба потребовала у Парашурамы убить его в сражении. Битва этого истребителя кшатриев с Бхишмой на поле Курукшетры продолжалась 23 дня и закончилась поражением Парашурамы.

## Отшельничество и смерть
Разгневанная Амба решила победить Бхишму с помощью аскезы (питание только воздухом, стояние в воде и т. д.). Так Амба провела двенадцать лет. Жаром своего покаяния она накалила землю и небо. После этого она посетила множество ашрамов и тиртх и продолжила аскезу. Богиня Ганга, мать Бхишмы, определила ей участь реки, кишащей крокодилами, полноводной только в период дождей, изгибающейся в русле и труднодоступной для священных омовений. Амба одной частью разлилась как река, а другой своей частью осталась прежней девушкой.
Наконец Амбе явился Шива и спросил, какой дар она хотела бы получить. Царевна попросила у Шивы поражение и смерть для Бхишмы. Шива пообещал ей, что в следующем своём рождении она сохранит память о прошлой жизни, через некоторое время после рождения станет мужчиной и убьёт Бхишму. Желая приблизить смерть своего врага, Амба сожгла себя на погребальном костре на берегу Ямуны.

## Новое рождение
В своём новом рождении она родилась в семье царя Друпады и получила имя Шикхандин. Её новый отец мечтал о сыне от старшей и любимой жены, и Шива сказал ему, что его дочь однажды станет сыном. Поэтому истинный пол рождённого ребёнка царь много лет скрывал от всех. Царь даже смог «женить» свою дочь. Уже став взрослым, Шикхандини безболезненно обменялась полом с якшей в лесу. Благодаря своим шпионам и Нараде, Бхишма знал о судьбе Амбы. Но Бхишма был связан обетом: не выпускать стрел в женщину или в того, кто раньше был женщиной, или в того, кто носит женское имя или имеет облик женщины. В междоусобной Битве на Курукшетре Бхишма выступал на стороне Кауравов, а Шикхандин — на стороне Пандавов. Зная, что Бхишма не может убить её, Амба в этом новом рождении смогла довести свою месть до конца.